# Ϸ
|  | Per a altres significats sobre la lletra islandesa thorn, vegeu «Þ». |

 Ϸ  era una lletra utilitzada per escriure el bactrià al grec. El seu nom modern és  sho .

## Lingüística
Ϸ  s'emprava per transcriure el so d'una consonant fricativa postalveolar sorda (escrita com [ʃ] en API, pronunciada com ix en català) en bactrià, una llengua indoiraniana ja extingida.

## Història
Al 328 aC, la Bactriana - país situat al nord de l'actual Afganistan - va ser conquerida pels exèrcits d'Alexandre el Gran. Al 123 aC, la regió va ser conquerida pels tocaris que van decidir adoptar l'alfabet grec per escriure la seva llengua local. La lletra  sho  va ser creada per transcriure un so emprat en bactrià però que no existia en el grec.

## Representació informàtica
La lletra posseeix les següents representacions Unicode:
- Majúscula Ϸ:  U+03F7 ;
- Minúscula ϸ:  U+03F8 ;